# استافورد هالو (کنتیکت)
استافورد هالو (به انگلیسی: Stafford Hollow) یک منطقهٔ مسکونی در ایالات متحده آمریکا است که در کنتیکت قرار دارد.